# Ichneutes
Ichneutes är ett släkte av steklar som beskrevs av Christian Gottfried Daniel Nees von Esenbeck 1814. Ichneutes ingår i familjen bracksteklar.
Kladogram enligt Catalogue of Life och Dyntaxa:
| Ichneutes | \| \| Ichneutes aborigen \| \| \| \| \| \| Ichneutes alaskensis \| \| \| \| \| \| Ichneutes bicarinatus \| \| \| \| \| \| Ichneutes bicolor \| \| \| \| \| \| Ichneutes brevis \| \| \| \| \| \| Ichneutes contortus \| \| \| \| \| \| Ichneutes cultratus \| \| \| \| \| \| Ichneutes dezhnevi \| \| \| \| \| \| Ichneutes facialis \| \| \| \| \| \| Ichneutes flaviventris \| \| \| \| \| \| Ichneutes fulvipes \| \| \| \| \| \| Ichneutes hyperboreus \| \| \| \| \| \| Ichneutes kamtshadal \| \| \| \| \| \| Ichneutes koreanus \| \| \| \| \| \| Ichneutes lapponicus \| \| \| \| \| \| Ichneutes liosternus \| \| \| \| \| \| Ichneutes microstigma \| \| \| \| \| \| Ichneutes orientalis \| \| \| \| \| \| Ichneutes pikonematis \| \| \| \| \| \| Ichneutes popofensis \| \| \| \| \| \| Ichneutes reunitor \| \| \| \| \| \| Ichneutes rufithorax \| \| \| \| \| \| Ichneutes senator \| \| \| \| \| \| Ichneutes stigmaticus \| \| \| \| \| \| Ichneutes wuyiensis \| \| \| \| |
|           | \| \| Ichneutes aborigen \| \| \| \| \| \| Ichneutes alaskensis \| \| \| \| \| \| Ichneutes bicarinatus \| \| \| \| \| \| Ichneutes bicolor \| \| \| \| \| \| Ichneutes brevis \| \| \| \| \| \| Ichneutes contortus \| \| \| \| \| \| Ichneutes cultratus \| \| \| \| \| \| Ichneutes dezhnevi \| \| \| \| \| \| Ichneutes facialis \| \| \| \| \| \| Ichneutes flaviventris \| \| \| \| \| \| Ichneutes fulvipes \| \| \| \| \| \| Ichneutes hyperboreus \| \| \| \| \| \| Ichneutes kamtshadal \| \| \| \| \| \| Ichneutes koreanus \| \| \| \| \| \| Ichneutes lapponicus \| \| \| \| \| \| Ichneutes liosternus \| \| \| \| \| \| Ichneutes microstigma \| \| \| \| \| \| Ichneutes orientalis \| \| \| \| \| \| Ichneutes pikonematis \| \| \| \| \| \| Ichneutes popofensis \| \| \| \| \| \| Ichneutes reunitor \| \| \| \| \| \| Ichneutes rufithorax \| \| \| \| \| \| Ichneutes senator \| \| \| \| \| \| Ichneutes stigmaticus \| \| \| \| \| \| Ichneutes wuyiensis \| \| \| \| |
|           | Ichneutes aborigen |
|           | |
|           | Ichneutes alaskensis |
|           | |
|           | Ichneutes bicarinatus |
|           | |
|           | Ichneutes bicolor |
|           | |
|           | Ichneutes brevis |
|           | |
|           | Ichneutes contortus |
|           | |
|           | Ichneutes cultratus |
|           | |
|           | Ichneutes dezhnevi |
|           | |
|           | Ichneutes facialis |
|           | |
|           | Ichneutes flaviventris |
|           | |
|           | Ichneutes fulvipes |
|           | |
|           | Ichneutes hyperboreus |
|           | |
|           | Ichneutes kamtshadal |
|           | |
|           | Ichneutes koreanus |
|           | |
|           | Ichneutes lapponicus |
|           | |
|           | Ichneutes liosternus |
|           | |
|           | Ichneutes microstigma |
|           | |
|           | Ichneutes orientalis |
|           | |
|           | Ichneutes pikonematis |
|           | |
|           | Ichneutes popofensis |
|           | |
|           | Ichneutes reunitor |
|           | |
|           | Ichneutes rufithorax |
|           | |
|           | Ichneutes senator |
|           | |
|           | Ichneutes stigmaticus |
|           | |
|           | Ichneutes wuyiensis |
|           | |